# Plan Marshalla

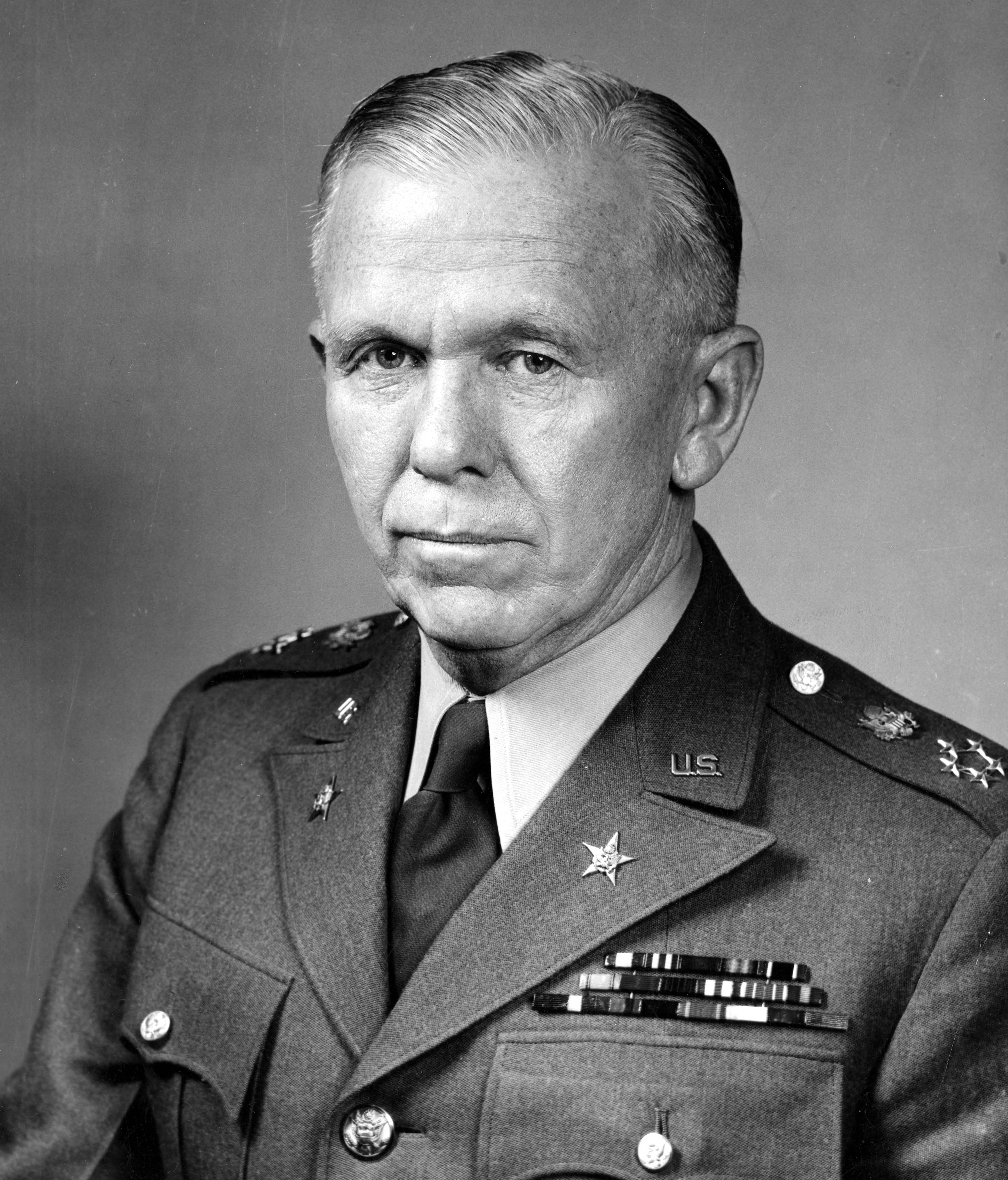
George Marshall (1880–1959), sekretarz stanu Stanów Zjednoczonych w latach 1947–1949

Oznakowanie umieszczane na paczkach pomocowych

Plan Marshalla (oficjalna nazwa ang. European Recovery Program, pol. Program Odbudowy Europy) – plan Stanów Zjednoczonych mający służyć odbudowie gospodarki krajów Europy Zachodniej po II wojnie światowej, obejmujący pomoc w postaci surowców mineralnych, produktów żywnościowych, kredytów i dóbr inwestycyjnych.
Nazwa tej inicjatywy pochodzi od nazwiska sekretarza stanu Stanów Zjednoczonych, generała George’a Marshalla, który przemawiając 5 czerwca 1947 na Uniwersytecie Harvarda, przedstawił deklarację pomocy gospodarczej dla krajów Europy, określając jej charakter i warunki otrzymania.
Plan odbudowy został opracowany na spotkaniu państw europejskich latem 1947. Oferował taką samą pomoc ZSRR i jego satelitom, ale został odrzucony przez Stalina, a na jego polecenie także przez rządy Polski i Czechosłowacji, które zostały zaproszone do udziału w planie i wyraziły wstępną akceptację przystąpienia do niego. Plan został uchwalony przez Kongres Stanów Zjednoczonych 3 kwietnia 1948 i wszedł w życie tego samego dnia po podpisaniu przez prezydenta Harry’ego Trumana. Program pomocy oficjalnie zakończono 31 grudnia 1951. W tym czasie przekazano około 13 miliardów dolarów (ok. 122 mld – 128 mld dolarów w 2022) w postaci pomocy technicznej i gospodarczej, aby wesprzeć odbudowę gospodarek krajów europejskich, które dołączyły do Organizacji Europejskiej Współpracy Gospodarczej (OEEC).
Bezpośredni wpływ planu na tempo wzrostu gospodarczego gospodarek Europy Zachodniej, między innymi poprzez odbudowę zasobów kapitałowych czy projekty inwestycyjne, oceniany jest jako niewielki, natomiast podkreśla się efekty pośrednie poprzez wzrost wydajności pracy czy odbudowanie zaufania inwestorów dzięki ustabilizowaniu finansów publicznych i zwrotowi ku gospodarce rynkowej. Przez kolejne dwie dekady wiele regionów Europy Zachodniej doświadczało niespotykanego wcześniej wzrostu i dobrej koniunktury.
Plan Marshalla był jednym z pierwszych impulsów do integracji europejskiej.

## Europejskie obawy czasu wojny

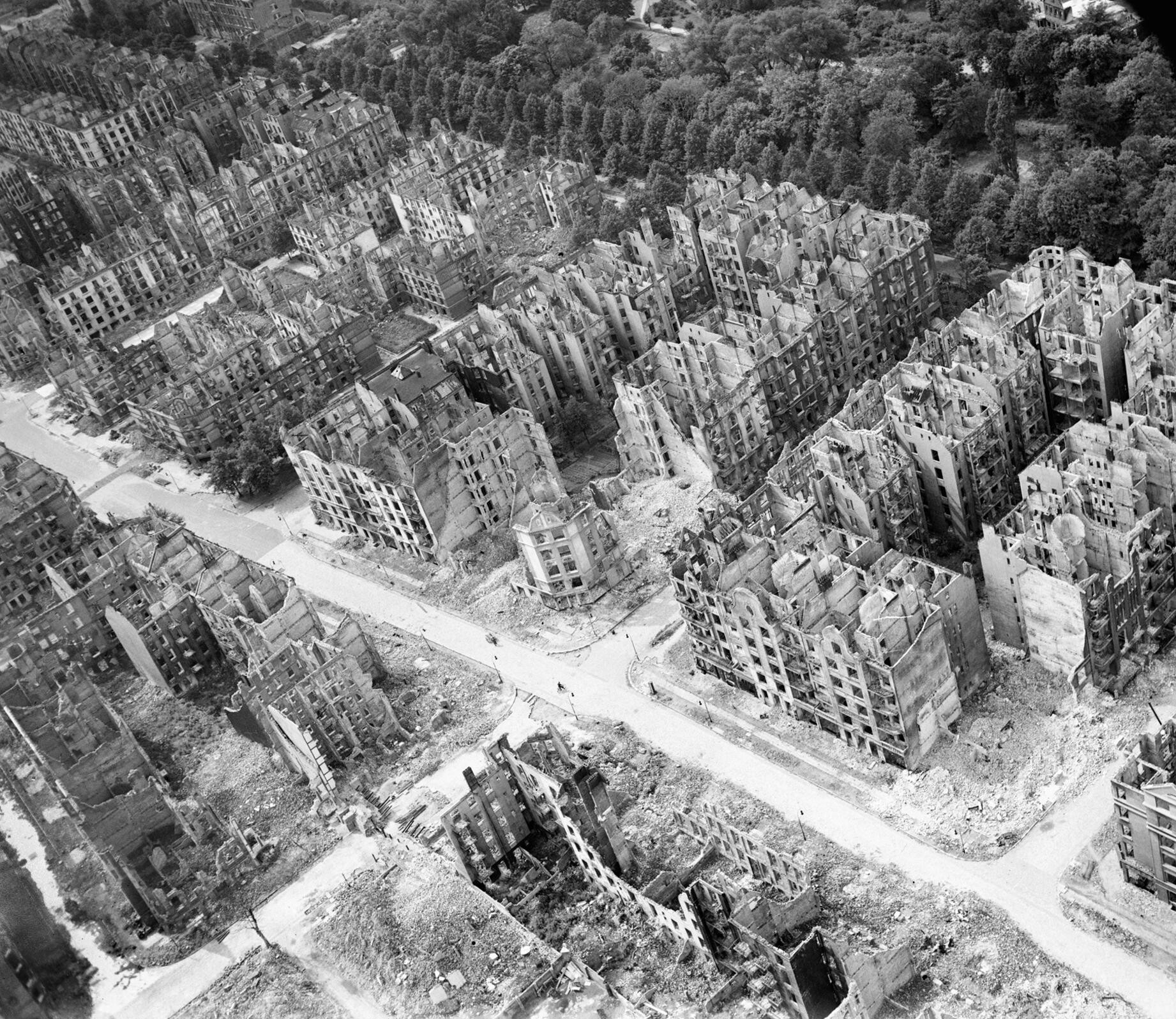
Spalone budynki po bombardowaniu Hamburga w czasie II wojny światowej

### Europejskie zniszczenia wojenne
Duża część Europy była zniszczona, miliony ludzi zostało zabitych i rannych. Walki odbywały się prawie na całym kontynencie, obejmując obszar o wiele większy niż w czasie I wojny światowej. Intensywne bombardowania z powietrza poważnie uszkodziły większość głównych miast, zwłaszcza ich obszarów przemysłowych. Wiele spośród największych miast kontynentu, w tym Warszawa i Berlin, znajdowało się w stanie ruiny. Inne, np. Londyn i Rotterdam, były poważnie uszkodzone. Struktura gospodarcza regionu była zrujnowana, a miliony ludzi pozostało bezdomnymi.
Choć głód holenderski w 1944 r. został zmniejszony przez napływ pomocy, ogólna dewastacja rolnictwa doprowadziła do wygłodzenia w wielu częściach kontynentu, co zostało dodatkowo pogorszone przez ciężką zimę 1946-1947 w północno-zachodniej Europie. Szczególnie zniszczona była infrastruktura transportowa; kolej, mosty i drogi były celem ataków lotniczych; duża część floty handlowej została zatopiona. Choć większość małych miast i wiosek w Europie Zachodniej nie poniosła dużych szkód, to zniszczenie transportu spowodowało ich izolację gospodarczą. Żaden z tych problemów nie mógł być łatwo rozwiązany, ponieważ większość narodów zaangażowanych w wojnę wyczerpała swoje skarbce.
Gospodarka europejska ucierpiała po I wojnie światowej, w wyniku czego wpadła w głęboką recesję, trwającą do lat 20. XX wieku. Doprowadziło to do niestabilności i ogólnoświatowego pogorszenia koniunktury. Stany Zjednoczone, pomimo powrotu do polityki izolacjonizmu, podjęły próbę wsparcia krajów europejskich, głównie poprzez zaproszenie do partnerstwa z głównymi amerykańskimi bankami. Gdy Niemcy nie były w stanie spłacić swoich reparacji po I wojnie światowej, Amerykanie interweniowali, udzielając pożyczki. Dług ten był nadal aktualny, gdy Stany Zjednoczone dołączyły do wojny w 1941 roku.
Jedyną znaczącą siłą, której infrastruktura nie została istotnie uszkodzona w czasie II wojny światowej, były Stany Zjednoczone, które włączyły się do wojny później niż większość krajów europejskich i odniosły ograniczone straty na własnym terytorium. Amerykańskie rezerwy złota były nienaruszone, podobnie baza produkcyjna i rolnicza. W czasie wojny doświadczono największego wzrostu gospodarczego w historii, ponieważ amerykańskie fabryki wspierały wysiłki wojenne zarówno swoje, jak i innych aliantów. Po wojnie fabryki przekształcono na produkcję towarów konsumpcyjnych, dzięki czemu nastąpił wzrost wydatków konsumenckich. Trwający dość długo okres „zdrowia gospodarczego” opierał się na handlu, jednakże dalsza dobra koniunktura wymagała rynków, na które można by eksportować te towary. Środki pomocowe, wynikające z planu Marshalla, zostały w dużej mierze wykorzystane przez Europejczyków na zakupy dóbr i surowców ze Stanów Zjednoczonych.

### Konferencje w czasie wojny
Alianci mieli odmienne pomysły na powojenną Europę. Związek Radziecki poniósł ogromne szkody w wyniku niemieckiej inwazji, bezprecedensowej zarówno pod względem liczby ofiar śmiertelnych (ok. 27 milionów) i zakresu zniszczeń. Związek Radziecki znacząco ucierpiał historycznie w wyniku inwazji z Zachodu. W związku z tym Moskwa chciała mieć pewność, że nowy porządek w Europie będzie gwarantował Sowietom długoterminowe bezpieczeństwo; możliwość ponownego pojawienia się wrogiego rządu wzdłuż zachodniej granicy Związku Radzieckiego chciano rozwiązać poprzez kontrolę spraw wewnętrznych tych krajów. W lutym 1945 na konferencji jałtańskiej alianci podjęli próbę zdefiniowania szkieletu warunków ramowych dla powojennego rozstrzygnięcia w Europie, ale nie osiągnięto konsensusu. Po kapitulacji Niemiec na konferencji poczdamskiej, rozpoczętej 17 lipca, pojawiła się poważna różnica zdań co do przyszłego rozwoju Niemiec i Europy Wschodniej.

### Plan Morgenthaua
W okupowanych Niemczech Stany Zjednoczone i Związek Radziecki ustanowiły strefy okupacji i luźną strukturę dla kontroli przy użyciu Sojuszniczej Rady Kontroli Niemiec z tracącymi wpływy Francuzami i Brytyjczykami. Ze względu na swoje straty Związek Radziecki był zdeterminowany zniszczyć zdolność Niemiec do kolejnej wojny i dążył do tego w czasie konferencji. Wynikowa polityka planu Morgenthaua przewidywała powrót Niemiec do państwa rolniczego bez przemysłu ciężkiego. Podstawową koncepcją było założenie, że gospodarka Niemiec, zgodnie z przeznaczonymi dla niej planami gospodarczymi, miała zostać zredukowana do 50% zdolności z 1938, tak aby zmilitaryzowane Niemcy nie mogły powrócić w przyszłości. Sowieci i Francuzi popierali te plany, podczas gdy Brytyjczycy, którzy okupowali region najmniej zdolny do zapewnienia pożywienia dla swojej populacji, byli początkowo przeciwni, ale później Winston Churchill, ku rozczarowaniu Anthony’ego Edena, zdecydował się wyrazić na to zgodę. Bardzo zbliżona, ale odrzucona, propozycja francuskiego biurokraty Jeana Monneta – plan Monneta – dawałaby Francji kontrolę nad niemieckimi złożami węgla na terenie Zagłębia Ruhry i protektoratu Saary, co miało doprowadzić Francję do 150% jej przedwojennej produkcji przemysłowej. Dyrektywa 1067 Kolegium Połączonych Szefów Sztabów Stanów Zjednoczonych (JCS) ucieleśniała cele planu Morgenthaua, ale okazała się niepraktyczna, ponieważ zabraniała działań niezbędnych dla funkcjonowania okupacji, zakazując interakcji osobistych pomiędzy Niemcami i Amerykanami. Administracja okupowanych Niemiec była koordynowana przez Sojuszniczą Radę Kontroli Niemiec. Pierwszy niemiecki plan przemysłowy został podpisany na początku 1946 roku i stwierdzał, że niemiecki przemysł ciężki miał zostać ograniczony do 50% poziomu z 1938 r. poprzez demontaż 1500 wyznaczonych fabryk.

## Wydarzenia powojenne

Zmiany granic państw bloku wschodniego w latach 1938–1948

### Utworzenie bloku wschodniego
Po zakończeniu II wojny światowej Sowieci skutecznie okupowali Europę Środkową i Wschodnią. W końcowych etapach wojny Związek Radziecki rozpoczął tworzenie bloku wschodniego poprzez dołączanie kilku państw jako republik Związku Radzieckiego, które zostały wcześniej odstąpione III Rzeszy w ramach paktu Ribbentrop-Mołotow. Wśród nich była wschodnia Polska (włączona do Ukraińskiej Socjalistycznej Republiki Radzieckiej i Białoruskiej Socjalistycznej Republiki Radzieckiej), Łotwa (stała się Łotewską Socjalistyczną Republiką Radziecką), Estonia (stała się Estońską Socjalistyczną Republiką Radziecką), Litwa (stała się Litewską Socjalistyczną Republiką Radziecką), wschodnia część Finlandii (stała się Karelo-Fińską Socjalistyczną Republiką Radziecką) i północna Rumunia (stała się Mołdawską Socjalistyczną Republiką Radziecką). Inne państwa zostały przekształcone w sowieckie państwa satelickie, takie jak Polska Rzeczpospolita Ludowa, Węgierska Republika Ludowa, Czechosłowacka Republika Socjalistyczna, Rumuńska Republika Ludowa, Ludowa Socjalistyczna Republika Albanii i później Niemiecka Republika Demokratyczna z części Niemiec okupowanej przez Sowietów. Zasobne w bogactwa naturalne uprzemysłowione ośrodki Saary i Śląska zostały odłączone od Niemiec, liczne zakłady przemysłowe zostały zniszczone, aby ograniczyć produkcję, a Zagłębie Ruhry było zagrożone odłączeniem aż do 1947 r.

### Problemy z planem Morgenthaua
Strefa Niemiec okupowana przez Sowietów odpowiadała za znaczną część niemieckiej produkcji żywności, podczas gdy strefy brytyjska i amerykańska opierały się na imporcie żywności nawet przed wojną. Dodatkowo Józef Stalin nakazał przyłączenie części wschodniej Polski do Związku Radzieckiego, stratę rekompensując przekazaniem Polsce części Niemiec leżącej na wschód od linii Odra-Nysa, która obejmowała dużą część żyznych gleb Niemiec.
Niedobór żywności był jednym z najdotkliwszych problemów. Był on szczególnie wyraźny w Niemczech, gdzie, według Alana Milwarda, w latach 1946–1947 średnia liczba kilokalorii na osobę na dzień wynosiła jedynie 1800, a więc była niewystarczająca ze względu na długoterminowe skutki zdrowotne. Inne źródła stwierdzają, że liczba kalorii wahała się pomiędzy 1000 a 1500. Równie ważnym czynnikiem dla gospodarki były braki węgla, pogłębione przez surową zimę 1946-1947. Seria niezwykle surowych zim pogłębiła i tak już trudną sytuację. Gospodarki europejskie nie wykazywały wzrostu, na co wskazywały wysokie bezrobocie i braki żywności, które prowadziły do strajków i niepokojów społecznych w wielu narodach. W 1947 gospodarki europejskie nadal znajdowały się poniżej poziomów przedwojennych i wykazywały niewiele oznak wzrostu. Produkcja rolna wynosiła 83% poziomów z 1938, produkcja przemysłowa 88%, a eksport 59%. Wiele domów w Niemczech nie było ogrzewanych i setki ludzi zamarzały na śmierć. Sytuacja w Wielkiej Brytanii nie była aż tak surowa, ale znikomy popyt wewnętrzny oznaczał, że produkcja przemysłowa się zatrzymała. Niemcy otrzymały wiele ofert handlowych od narodów Europy Zachodniej, które miały obejmować wymianę żywności na węgiel i stal. Włosi i Holendrzy nie mogli już sprzedawać warzyw, które wcześniej zbywali w Niemczech, czego konsekwencją było zniszczenie znacznej części upraw przez Holendrów. Holandia zaoferowała 150 ton smalcu; Turcja zaoferowała orzechy laskowe; Norwegia zaoferowała ryby i olej rybny; Szwecja znaczącą ilość tłuszczów. Jednakże alianci nie pozwalali Niemcom handlować.
Siła i popularność lokalnych partii komunistycznych w kilku państwach Europy Zachodniej martwiła Stany Zjednoczone. Ubóstwo okresu powojennego we Francji i we Włoszech zwiększało popularność partii komunistycznych, które odgrywały również kluczowe role w ruchach oporu w czasie wojny. Partie te odnosiły znaczące sukcesy w powojennych wyborach. We Francji komuniści stali się największą partią. Choć dzisiaj wielu historyków uważa, że zagrożenie Francji i Włoch wpadających w ręce komunistów było niewielkie, amerykańscy decydenci uważali je wówczas za realną możliwość. Rząd Harry’ego Trumana zaczął wierzyć w tę możliwość w 1946, w znacznej mierze po przemówieniu Churchilla na temat żelaznej kurtyny, które wygłosił w obecności Trumana. W ich mniemaniu Stany Zjednoczone musiały zająć zdecydowane stanowisko w sprawie porządku światowego albo obawiać się utraty wiarygodności. Doktryna powstrzymywania głosiła, że Stany Zjednoczone powinny poważnie wspomóc państwa niekomunistyczne, aby zatrzymać rozprzestrzenianie się sowieckich wpływów. Istniała również nadzieja, że narody wschodnioeuropejskie przyłączą się do planu i w ten sposób zostaną wyciągnięte z powstającego bloku sowieckiego.

### Porzucenie planu Morgenthaua
W serii raportów nazwanych The President’s Economic Mission to Germany and Austria, zatwierdzonych przez Harry’ego Trumana, były prezydent Herbert Hoover przedstawił bardzo krytyczne spojrzenie na efekty polityki okupacyjnej w Niemczech oraz propozycje fundamentalnych zmian tej polityki. Wśród swoich argumentów stwierdzał, że Nowe Niemcy po odłączeniu od nich terenów na wschód od linii Odra-Nysa nie mogą zostać zredukowane do państwa rolniczego, chyba że eksterminuje się lub przesiedli 25 milionów ludzi z tych terenów. Generał Lucius Clay poprosił przemysłowca Lewisa Browna o przeprowadzenie inspekcji powojennych Niemiec, czego efektem był raport A Report on Germany z 1947, który zawierał podstawowe informacje dotyczące problemów w Niemczech, wraz z zaleceniami dla odbudowy. Wielki kryzys również wskazał na zagrożenia ceł i protekcjonizmu, wywołując silną wiarę w konieczność wolnego handlu i integracji gospodarczej Europy. Ze względu na rosnące koszty importu żywności, aby uniknąć klęski głodu w Niemczech, i w obawie przed utratą całego narodu na rzecz komunizmu, rząd Stanów Zjednoczonych porzucił plan Morgenthaua we wrześniu 1946 przemówieniem sekretarza stanu Stanów Zjednoczonych Jamesa Byrnesa Restatement of Policy on Germany.
Zgadzając się z poglądem dowódcy amerykańskiej strefy okupacyjnej, generała Luciusa Claya, Kolegium Połączonych Szefów Sztabów ogłosiło, że całkowite odrodzenie niemieckiego przemysłu, w szczególności wydobycia węgla, było ważne z punktu widzenia amerykańskiego bezpieczeństwa. W styczniu 1947 Truman mianował generała George’a Marshalla na sekretarza stanu, odwołał JCS 1067 i zastąpił go JCS 1779, który dekretował, że uporządkowana i prosperująca Europa wymagała gospodarczego wkładu stabilnych i produktywnych Niemiec. Ograniczenia nałożone na niemiecki przemysł ciężki zostały częściowo ulepszone, dozwolone poziomy produkcji stali zostały podniesione z 25% przedwojennych do 50% przedwojennych.
Stany Zjednoczone wydawały sporo, aby pomóc Europie w odbudowie. Oszacowano, że w latach 1945–1947 wydano 9 miliardów dolarów (ok. 103 mld USD w 2022). Większość tej pomocy nie była bezpośrednia, w postaci ciągłych umów lend-lease i poprzez wysiłek wojsk amerykańskich włożony w odbudowę infrastruktury i pomoc uchodźcom. Zostały podpisane liczne bilateralne umowy pomocy, z których prawdopodobnie najważniejszą była doktryna Trumana zapewniająca wsparcie wojskowe dla Grecji i Turcji. Organizacja Narodów Zjednoczonych uruchomiła szereg starań humanitarnych i pomocowych, finansowanych prawie w całości przez Stany Zjednoczone. Starania te odniosły znaczące efekty, ale brakowało im scentralizowanej organizacji i planowania, wskutek czego nie zdołały zaspokoić wielu spośród podstawowych potrzeb Europy. W 1943 została założona Administracja Narodów Zjednoczonych do Spraw Pomocy i Odbudowy (UNRRA), aby po II wojnie światowej zapewniać pomoc obszarom wyzwolonym spod okupacji sił Osi. UNRRA zapewniała miliardy dolarów pomocy na odbudowę i pomogła około 8 milionom uchodźców. Swoje działania zaprzestała w obozach dla osób przemieszczonych w 1947 w oczekiwaniu na kierowany przez Amerykanów plan Marshalla. Wiele spośród funkcji UNRRA zostało przeniesionych do agencji ONZ.

### Strefa radziecka
Na polecenia Stalina, w części Niemiec okupowanej przez Sowietów, władze radzieckie wymusiły zjednoczenie Komunistycznej Partii Niemiec i Socjaldemokratycznej Partii Niemiec w Socjalistyczną Partię Jedności Niemiec (SED), twierdząc wówczas, że nie będzie ona miała ukierunkowania sowieckiego ani marksistowsko-leninowskiego. SED odniosła nieznaczną wygraną w strefie sowieckiej w wyborach w 1946, choć władze radzieckie poddawały represjom przeciwników politycznych, a nawet uniemożliwiły wielu konkurencyjnym partiom uczestnictwa w wyborach na terenach wiejskich. W bardziej otwartych wyborach lokalnych w strefie sowieckiej w październiku 1946, SED została całkowicie odrzucona na rzecz socjaldemokratów, którzy zdobyli 2,5 razy więcej głosów niż SED. Po tym Sowieci wprowadzili restrykcyjne prawo, takie jak cenzura ograniczająca dostęp do mediów drukowanych i elektronicznych, złożony aparat policji politycznej, która utrzymywała ludność pod ścisłą obserwacją, karanie przeciwników komunizmu przez radziecki kontrwywiad wojskowy Smiersz i obowiązkowy marksistowsko-leninowski program nauczania, który spowodował ucieczkę wielu profesorów i studentów na zachód. W trakcie spotkania w czerwcu 1945 Stalin powiedział niemieckim przywódcom partii komunistycznych w strefie sowieckiej, że oczekuje powolnego podważania pozycji Brytyjczyków w ich strefie oraz że Stany Zjednoczone wycofają się w przeciągu roku lub dwóch i wtedy nic nie będzie stało na drodze do zjednoczonych Niemiec pod komunistyczną kontrolą w obrębie sowieckiej orbity.

## Negocjacje z ZSRR
Po mianowaniu Marshalla w styczniu 1947, oficjele administracji spotkali się z ministrem spraw zagranicznych Związku Radzieckiego Wiaczesławem Mołotowem i innymi, aby naciskać na skierowanie Niemiec w stronę gospodarczej samowystarczalności i szczegółową ewidencję zakładów przemysłowych, dóbr i infrastruktury, które zostały usunięte przez Sowietów w okupowanej przez nich strefie. W czasie moskiewskich posiedzeń Komisji Ministrów Spraw Zagranicznych w marcu i kwietniu 1947 stało się jasne, że decyzja o przyszłym rządzie centralnym i ewentualnym traktacie pokojowym ze zreformowanymi Niemcami zależała od rozwiązania kwestii gospodarczych. Stany Zjednoczone, Wielka Brytania i Niemcy szukały wspólnego stanowiska w sprawie rekonstrukcji i długoterminowego rozbrojenia; udział państw bloku sowieckiego był mile widziany, ale Marshall uważał ich udział za mało prawdopodobny, ponieważ, aby dołączyć, musiałyby odstąpić od tajności i ujawnić dane gospodarcze. Sowieci przyjęli karne podejście, oczekiwali raczej opóźniania niż przyspieszania rehabilitacji gospodarczej, żądali bezwarunkowego spełnienia wszystkich wcześniejszych roszczeń reparacyjnych i chcieli postępu w stronę ogólnonarodowej transformacji społeczno-ekonomicznej.
Marshall i brytyjski minister spraw zagranicznych Ernest Bevin chcieli uzgodnień w sprawie dostaw żywności do ich stref, wyższego poziomu uprzemysłowienia, wspólnego zarządzania eksportem i importem, pierwszeństwa dla płatności za import i utrzymywania minimum standardu życia, zaprzestania usuwania wyposażenia produkcyjnego, ograniczenia sowieckich żądań reparacyjnych i swobodnego ruchu ludności, dóbr i poglądów przez granice stref okupacyjnych. Naciskali na czterostronną kontrolę nad gospodarką Niemiec, włączając w to strefę sowiecką i Zagłębie Ruhry. Po sześciu tygodniach negocjacji Mołotow odrzucił wszystkie żądania. Winą za to obarczył Brytyjczyków i Amerykanów, którzy naruszyli zobowiązania poczdamskie przez połączenie swoich stref.
Mołotow odrzucił również kontrofertę, aby zlikwidować brytyjsko-amerykańską Bizonię i włączyć strefę sowiecką do nowo powstałych Niemiec. Marshall i Bevin zaproponowali, że zachodnie władze zgodzą się przyznać Sowietom dodatkowe reparacje z ówczesnej produkcji niemieckiej (przeciwnie do porozumień poczdamskich), jeśli ci zgodzą się na zwiększenie poziomu uprzemysłowienia (z którego zyski stanowiłyby owe dodatkowe reparacje) i jedność polityczną pod demokratycznymi rządami z gwarancjami praw człowieka i podstawowych wolności. Mołotow był gotów rozpocząć dyskusje nad propozycją pod warunkiem dekartelizacji likwidującej własność prywatną, ustanowienia reform rolnych, rozbrojenia gospodarczego i dopełnienia wszystkich innych żądań, na które rzekomo zgodzono się w Poczdamie; oznaczało to brak woli kompromisu w kwestiach poziomów uprzemysłowienia i reparacji.
Po tych wydarzeniach rozmowy moskiewskie zostały odroczone. Marshall był szczególnie zniechęcony po osobistym spotkaniu ze Stalinem w celu wyjaśnienia, że Stany Zjednoczone nie mogły zrezygnować ze swojej pozycji w Niemczech, podczas gdy Stalin wyraził niewielkie zainteresowanie rozwiązaniem problemów gospodarczych Niemiec.

## Przemówienie

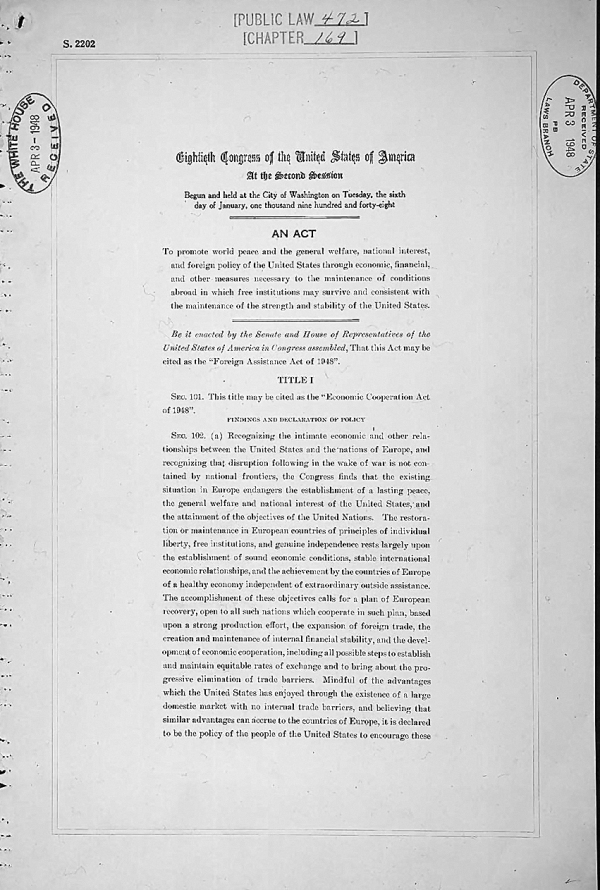
Pierwsza strona Foreign Assistance Act of 1948 – ustawy o planie Marshalla

Po odroczeniu konferencji moskiewskiej, które nastąpiło po sześciu tygodniach nieudanych rozmów z Sowietami na temat odbudowy Niemiec, Stany Zjednoczone stwierdziły, że nie można dłużej czekać na osiągnięcie porozumienia. Na dodatek wcześniejsze publiczne rozmowy o potrzebie odbudowy zostały w dużym stopniu zignorowane, ponieważ nie było jasne, czy ustalają one oficjalną politykę rządu. Zdecydowano, że należy rozwiać wszelkie wątpliwości poprzez znaczące wystąpienie sekretarza stanu George’a Marshalla. Zostało ono przedstawione 5 czerwca 1947 ostatniemu rocznikowi Uniwersytetu Harvarda. Stojąc na schodach Memorial Church Uniwersytetu w Harvardzie, zaproponował on amerykańską pomoc, aby wesprzeć odbudowę Europy. Mowa opisywała dysfunkcję europejskiej gospodarki i przedstawiała powody amerykańskiej pomocy. Marshall przedstawił zarys gotowości rządu Stanów Zjednoczonych do przyczynienia się do odbudowy Europy. Marshall powiedział (w wolnym tłumaczeniu):

Jest logicznym, że Stany Zjednoczone powinny zrobić co jest w ich mocy, aby pomóc w powrocie do normalnego zdrowia gospodarczego na świecie, bez którego nie może być politycznej stabilności i zapewnionego pokoju. Nasz sposób postępowania nie jest skierowany w stronę któregokolwiek państwa, ale przeciwko głodowi, ubóstwu, desperacji i chaosowi. Każdy rząd wyrażający chęć pomocy w odbudowie spotka się z pełną współpracą po stronie Stanów Zjednoczonych.

Marshall był przekonany, że stabilność gospodarcza zapewni stabilność polityczną w Europie. Zaoferował pomoc, ale państwa europejskie musiały samodzielnie zorganizować program.
Mowa, napisana przez Charlesa Bohlena, nie zawierała żadnych szczegółów ani liczb. Najważniejszym jej elementem było wezwanie Europejczyków do spotkania się i stworzenia własnego planu odbudowy Europy oraz że Stany Zjednoczone sfinansują ten plan. Rząd czuł, że plan prawdopodobnie byłby niechętnie przyjęty wśród Amerykanów, dlatego przemówienie było skierowanie głównie do Europejczyków. Aby utrzymać przemówienie z dala od gazet, nie skontaktowano się z dziennikarzami, a tego samego dnia Truman zwołał konferencję prasową, aby przejąć nagłówki. Acheson dostał zadanie skontaktowania się z europejskimi mediami, zwłaszcza brytyjskimi, a przemówienie zostało odczytane w całości w BBC.

## Odmowa ZSRR
Brytyjski minister spraw zagranicznych Ernest Bevin usłyszał przemówienie radiowe Marshalla i natychmiast skontaktował się z francuskim ministrem spraw zagranicznych Georges’em Bidaultem, aby rozpocząć przygotowanie szybkiej europejskiej odpowiedzi (i akceptacji) propozycji. Ministrowie zgodzili się, że konieczne będzie zaproszenie Sowietów jako ważnej siły sojuszniczej. Przemówienie Marshalla wyraźnie zawierało zaproszenie dla Sowietów, ponieważ wyłączenie ich byłoby zbyt jasnym sygnałem braku zaufania. Oficjele Departamentu Stanu wiedzieli, że Stalin prawie na pewno nie będzie chciał w tym uczestniczyć i że zatwierdzenie przez Kongres planu, który miałby przekazywać duże kwoty pomocy Sowietom, było mało prawdopodobne.

### Początkowe reakcje
Choć ambasador radziecki w Waszyngtonie uważał, że plan stworzy blok antysowiecki, to Stalin czuł, że Sowieci powinni przyjąć ofertę. Stalin zmienił zdanie, gdy dowiedział się, że kredyty zostałyby rozszerzone tylko w przypadku zgody na współpracę gospodarczą i że Niemcy również otrzymałyby podobną pomoc, co jego zdaniem zmniejszyłoby możliwość wywierania sowieckich wpływów w zachodnich Niemczech. Stalin instruował, że w czasie negocjacji dotyczących pomocy, które miały się odbyć w Paryżu, państwa bloku wschodniego nie mogły się zgodzić na proponowane warunki gospodarcze.
Stalin początkowo planował podjąć próbę unicestwienia lub przynajmniej powstrzymywać realizację planu poprzez destrukcyjne uczestnictwo w paryskich rozmowach dotyczących warunków. Jednakże szybko zdał sobie sprawę, że to niemożliwe, gdy Mołotow doniósł mu po swoim przyjeździe do Paryża w lipcu 1947, że żadne znaczące zmiany nie podlegały negocjacjom przy przyjmowaniu kredytu. Równie dużym zmartwieniem był czechosłowacki entuzjazm do przyjęcia pomocy, jak również oznaki podobnego stanowiska Polski. Stalin podejrzewał, że te kraje bloku wschodniego mogły przeciwstawić się sowieckim dyrektywom, aby nie przyjmować pomocy, co mogło doprowadzić do utraty kontroli nad blokiem wschodnim. W dodatku najważniejszym warunkiem dla każdego kraju chcącego dołączyć do planu było niezależne oszacowanie jego sytuacji gospodarczej, a więc nadzoru, na który Sowieci nie mogli się zgodzić. Bevin i Bidault nalegali również, aby jakakolwiek pomoc była połączona z tworzeniem zjednoczonej gospodarki europejskiej, czyli czegoś nie do pogodzenia ze ścisłą gospodarką centralnie planowaną.

### Przymusowa odmowa bloku wschodniego
Mołotow opuścił Paryż, odrzucając plan. Później składano deklaracje sugerujące konfrontację z Zachodem w przyszłości, nazywające Stany Zjednoczone siłą faszyzującą i centrum światowego przeciwdziałania i antysowieckiej aktywności, a wszystkie kraje z nimi związane nazywano wrogimi. Sowieci oskarżali później Stany Zjednoczone również o przegrane komunistów w wyborach w Belgii, Francji i we Włoszech kilka miesięcy wcześniej, wiosną 1947. Twierdzili, że należy przeciwstawiać się i zapobiegać marshalizacji przy użyciu wszystkich dostępnych metod i środków, a francuskie i włoskie partie komunistyczne miały podjąć wszelkie starania, aby dokonać sabotażu realizacji planu. Zachodnie ambasady w Moskwie zostały odizolowane, a ich personelowi zabroniono kontaktów z oficjelami radzieckimi.
12 lipca zwołano większe spotkanie w Paryżu. Zaproszono wszystkie państwa europejskie poza Hiszpanią (w czasie II wojny światowej sympatyzowali z państwami Osi) i małymi krajami: Andorą, San Marino, Monako i Liechtensteinem. Związek Radziecki został zaproszony z założeniem, że najprawdopodobniej odmówi. Zwrócono się również do krajów przyszłego bloku wschodniego. Czechosłowacja i Polska zgodziły się wziąć udział. Jednym z najwyraźniejszych znaków radzieckiej kontroli nad regionem było wezwanie czechosłowackiego ministra spraw zagranicznych, Jana Masaryka, do Moskwy i skrytykowanie przez Stalina za myślenie o przyłączeniu się do planu Marshalla. Polski premier Józef Cyrankiewicz, który pierwotnie zgodził się przystąpić do amerykańskiego programu, zmienił zdanie w 1948 pod naciskiem Stalina – za co został przez niego nagrodzony obietnicą otrzymania: pięcioletniego porozumienia handlowego w wysokości miliarda dolarów (ok. 9,71 mld USD w 2022), plus kredytu w wysokości 450 milionów dolarów (ok. 4,37 mld USD w 2022), a także natychmiastowej dostawy 200 000 ton ziarna. Rosjanie obiecali także dostawę ciężkiej maszynerii, w tym sprzęt elektryczny, montownie chemiczne i samochodowe, a także dużą hutę stali. Uczestnicy planu Marshalla nie byli zaskoczeni, gdy powstrzymano delegacje Polski i Czechosłowacji od udziału w paryskim spotkaniu. Inne wschodnioeuropejskie kraje niezwłocznie odrzuciły propozycję. Również Finlandia odmówiła, aby uniknąć antagonizacji stosunków z Sowietami. Radziecką alternatywą dla planu Marshalla, którego celem było zaangażowanie państw zależnych od Związku Radzieckiego do handlu z Europą Zachodnią, stał się plan Mołotowa, a później Rada Wzajemnej Pomocy Gospodarczej. W przemówieniu przed Organizacją Narodów Zjednoczonych z 1947 radziecki wiceminister spraw zagranicznych Andriej Wyszynski powiedział, że plan Marshalla złamał zasady Narodów Zjednoczonych. Oskarżył Stany Zjednoczone o usiłowanie narzucenia swojej woli na inne niepodległe państwa, jednocześnie używając zasobów gospodarczych rozprowadzanych jako pomoc dla narodów będących w potrzebie, jako narzędzie politycznego nacisku.
Stalin chciał niezwłocznie zdobyć większą kontrolę nad państwami bloku wschodniego, porzucając wcześniejsze pozory instytucji demokratycznych. Gdy okazało się, że pomimo silnych nacisków, niekomunistyczne partie mogą uzyskać ponad 40% głosów w węgierskich wyborach w sierpniu 1947, przedsięwzięto zdecydowane represje, aby zlikwidować jakiekolwiek niezależne siły polityczne. W tym samym miesiącu rozpoczęło się całkowite unicestwienie opozycji w Bułgarii na podstawie ciągłych instrukcji od sowieckich kadr.

### Spotkanie w Szklarskiej Porębie
We wrześniu Związek Radziecki zwołał spotkanie 9 europejskich partii komunistycznych w Szklarskiej Porębie. Na początku odczytano raport Wszechzwiązkowej Komunistycznej Partii (bolszewików), aby ustanowić silnie antyzachodni ton, stwierdzając, że międzynarodowa polityka jest zdominowana przez rządzącą klikę amerykańskich imperialistów, którzy rozpoczęli zniewolenie osłabionych, kapitalistycznych państw Europy. Partie miały walczyć przeciwko obecności Stanów Zjednoczonych w Europie przy użyciu wszystkich dostępnych środków, włącznie z sabotażem. Kolejnym twierdzeniem było, że reakcjonistyczne elementy imperialistyczne na całym świecie, szczególnie w Stanach Zjednoczonych, Wielkiej Brytanii i Francji, pokładały szczególną nadzieję w Niemczech i Japonii, a zwłaszcza Niemczech, które były siłą najbardziej zdolną zadać cios Związkowi Radzieckiemu. Odnosząc się do bloku wschodniego, stwierdzono, że wyzwoleńcza rola Armii Czerwonej została dopełniona przez nagły wzrost zmagań wyzwoleńczych, podjętych przez narody kochające wolność przeciwko faszystowskim drapieżnikom i ich najemnikom. Argumentowano, że szefowie Wall Street przejmowali rolę Niemiec, Japonii i Włoch. Plan Marshalla był opisywany jako amerykański plan zniewolenia Europy. Opisywano świat, który rozłamuje się na dwa obozy – imperialistyczny i antydemokratyczny po jednej stronie oraz antyimperialistyczny i demokratyczny po drugiej.
Choć państwa bloku wschodniego, poza Czechosłowacją, natychmiast odrzuciły pomoc oferowaną przez plan Marshalla, partie komunistyczne zostały obarczone winą za pozwolenie na nawet niewielkie wpływy niekomunistów w ich krajach. Przewodniczący spotkaniu Andriej Żdanow, który był w stałym kontakcie radiowym z Kremlem, skąd otrzymywał instrukcje, ostro skrytykował partie komunistyczne Francji i Włoch za kolaborację z wewnętrznymi planami ich krajów. Żdanow ostrzegł, że jeśli zawiodą w utrzymywaniu międzynarodowego kontaktu z Moskwą (konsultowaniu we wszystkich sprawach), to skończy się to skrajnie szkodliwymi konsekwencjami dla rozwoju bratnich partii. Przywódcy włoskich i francuskich komunistów zostali powstrzymani przez zasady partyjne od zwrócenia uwagi na to, że to Stalin nakazał im nie przyjmować postaw opozycyjnych w 1944. Francuska partia komunistyczna, tak jak i inne, miała wtedy przekierować swoją misję na zniszczenie gospodarki kapitalistycznej, a Kominform (Biuro Informacyjne Partii Komunistycznych i Robotniczych) przejąć kontrolę nad aktywnością Francuskiej Partii Komunistycznej, aby oprzeć się planowi Marshalla. Gdy zapytano Żdanowa czy powinni się przygotować do zbrojnego buntu, gdy wrócą do domu, nie odpowiedział. W rozmowie ze Stalinem wytłumaczył, że zbrojna walka byłaby niemożliwa i że walka przeciwko planowi Marshalla miała być prowadzona pod sloganem niepodległości narodowej.

## Negocjacje

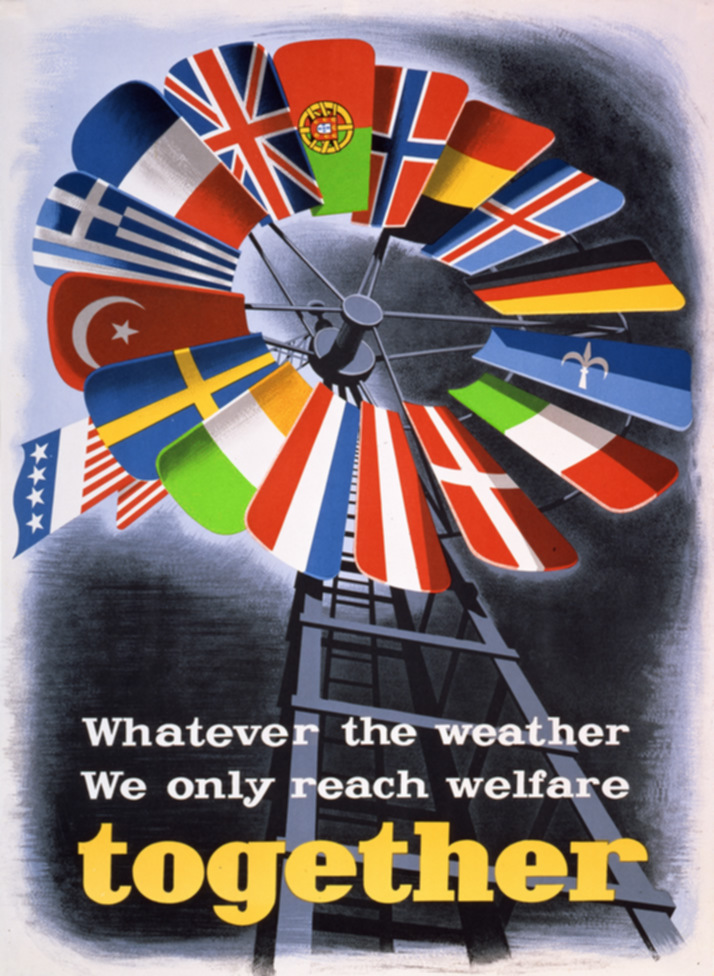
Jeden z plakatów promujących plan Marshalla w Europie. Biało-niebieska flaga pomiędzy flagami Niemiec i Włoch to jedna z wersji flagi Wolnego Terytorium Triestu.

Wprowadzanie planu w życie wymagało negocjacji pomiędzy państwami biorącymi w nim udział i przeprowadzenie go przez Kongres Stanów Zjednoczonych. Przedstawiciele 16 państw spotkali się w Paryżu, aby określić, jaką formę przyjmie amerykańska pomoc i w jaki sposób będzie ona dzielona. Negocjacje były długie i złożone, każde państwo miało swoje cele. Francuzi skupiali się głównie na tym, aby Niemcy nie odbudowały się do swojej poprzedniej zagrażającej pozycji. Kraje Beneluksu, pomimo cierpień w okresie nazistów, od dawna były blisko związane z niemiecką gospodarką i uważały, że ich koniunktura zależała od odbudowy gospodarki Niemiec. Kraje skandynawskie, zwłaszcza Szwecja, nalegały, aby nie przerywano ich długotrwałych związków handlowych z krajami bloku wschodniego i nie naruszano ich neutralności. Wielka Brytania nalegała na przyznanie jej specjalnego statusu, ponieważ obawiała się, że w przypadku traktowania na równi ze zniszczonymi krajami kontynentu, nie otrzymałaby praktycznie żadnej pomocy. Amerykanie podkreślali ważność wolnego handlu i jedności europejskiej, aby stworzyć bastion przeciwko komunizmowi. Administracja Trumana, reprezentowana przez Williama Claytona, obiecywała Europejczykom, że będą mieli wolną rękę przy tworzeniu struktury planu, ale również przypominano, że wprowadzenie planu w życie zależało od jego przejścia przez Kongres. Większość członków Kongresu popierała ideę wolnego handlu i integracji europejskiej, jak również była niechętna wydawaniu zbyt dużych środków na Niemcy.
Po osiągnięciu porozumienia wysłano do Waszyngtonu plan odbudowy. W dokumencie tym Europejczycy prosili o ok. 22 miliardy dolarów pomocy. Truman w dokumencie, który przedstawił Kongresowi, ograniczył tę sumę do 17 miliardów dolarów. Plan napotkał ostry sprzeciw w Kongresie, głównie ze strony tej części Partii Republikańskej, która orędowała za bardziej izolacjonistyczną polityką i była znużona dużymi wydatkami rządu. Plan miał również przeciwników po stronie Partii Demokratycznej, gdzie jej wprowadzeniu silnie sprzeciwiał się Henry Wallace. Wallace uważał plan za dotację dla amerykańskich eksporterów i był pewien, że spolaryzuje on świat pomiędzy Wschodem a Zachodem. Opozycja ta została znacząco zmniejszona po obaleniu demokratycznego rządu Czechosłowacji w lutym 1948. Krótko po tym wstępna ustawa przyznająca 5 miliardów dolarów (na okres kwiecień 1948 – kwiecień 1949) została przyjęta przez Kongres przy silnym ponadpartyjnym poparciu. Kongres ostatecznie przekazał ok. 11,8 – 13 miliardów dolarów pomocy w czasie 4 lat realizacji planu.
Truman zmienił plan Marshalla w prawo 3 kwietnia 1948, ustanawiając Economic Cooperation Administration (ECA), które miało nadzorować pracę programu. W tym samym roku państwa biorące udział w programie (Austria, Belgia, Dania, Francja, Grecja, Holandia, Irlandia, Islandia, Luksemburg, Niemcy Zachodnie, Norwegia, Stany Zjednoczone, Szwajcaria, Szwecja, Turcja, Wielka Brytania i Włochy) podpisały porozumienie ustanawiające Organizację Współpracy Gospodarczej i Rozwoju.

## Ograniczenia nałożone na poziom uprzemysłowienia Niemiec

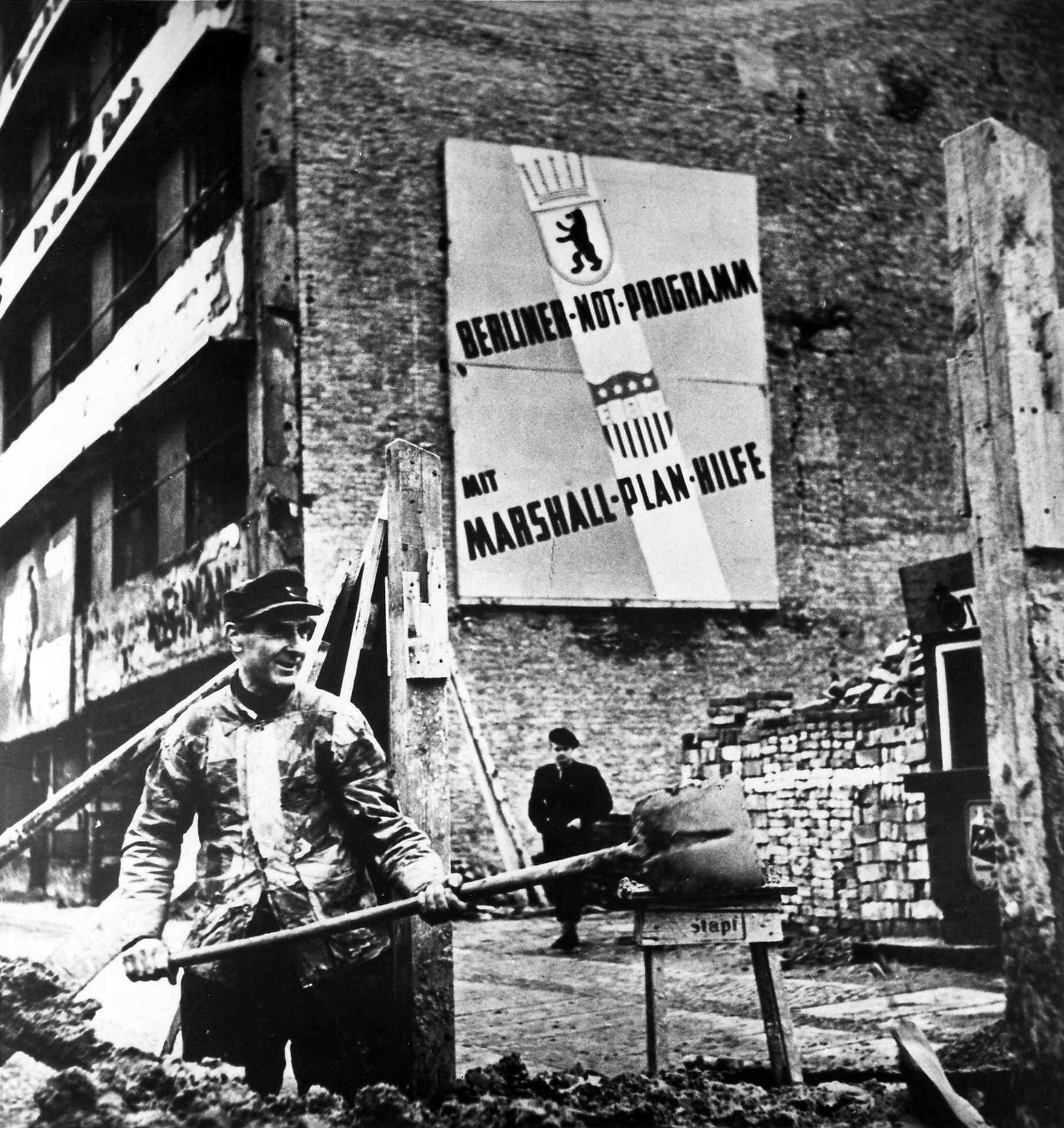
Inwestycje w Berlinie Zachodnim ze środków planu Marshalla

Demontaż niemieckiego przemysłu postępował nawet w czasie wprowadzania w życie planu Marshalla, dlatego w 1949 Konrad Adenauer napisał do aliantów, domagając się zaprzestania tegoż demontażu i zwracając uwagę na sprzeczność między pobudzaniem wzrostu poziomu uprzemysłowienia a demontażem fabryk, jak również niepopularność tejże polityki. Poparcie dla demontażu niemieckiego przemysłu pochodziło głównie ze strony Francuzów, a układ petersberski z 22 listopada 1949 znacząco zmniejszył zakładany poziom demontażu, choć demontaż pomniejszych fabryk był kontynuowany do 1951. Pierwszy plan dotyczący poziomu uprzemysłowienia, podpisany przez aliantów 29 marca 1946, zakładał redukcję niemieckiego przemysłu ciężkiego do 50% poziomu z 1938 poprzez demontaż 1500 wyznaczonych fabryk. W styczniu 1946 Sojusznicza Rada Kontroli Niemiec ustaliła podstawę przyszłej gospodarki Niemiec poprzez ograniczenie niemieckiej zdolności produkcyjnej stali – dozwolone maksimum ustalono na około 5,8 miliona ton stali rocznie, co było równoważne 25% przedwojennego poziomu produkcji. Wielka Brytania, w której strefie okupacyjnej znajdowała się większość produkcji stali, proponowała mniejsze ograniczenia – ustalenie limitu na poziomie 12 milionów ton rocznie – ale musiała poddać się woli Stanów Zjednoczonych, Francji i Związku Radzieckiego (który optował za limitem na poziomie 3 milionów ton rocznie). Stąd nadmiarowe huty stali miały zostać rozebrane. Niemcy miały zostać zredukowane do standardu życia, który panował w nich u szczytu wielkiego kryzysu (1932).
Po pierwszym planie dotyczącym poziomu uprzemysłowienia Niemiec przyjmowane były kolejne; ostatni został podpisany w 1949. Do 1950 usunięto wyposażenie z 706 fabryk w Niemczech Zachodnich, a zdolność produkcyjna stali została ograniczona o 6,7 miliona ton. Vladimir Petrov stwierdza, że alianci opóźnili gospodarczą odbudowę kontynentu, która kosztowała Stany Zjednoczone miliardy dolarów. W 1951 Niemcy Zachodnie zgodziły się dołączyć do Europejskiej Wspólnoty Węgla i Stali. Oznaczało to, że zniesiono niektóre z ograniczeń gospodarczych dotyczących zdolności produkcyjnych i rzeczywistej produkcji, które zostały narzucone przez Abkommen über die Errichtung einer Internationalen Ruhrbehörde, a jego rolę przejęła Europejska Wspólnota Węgla i Stali.

## Podział funduszy

Mapa Europy w czasie zimnej wojny, ukazująca państwa, które otrzymały pomoc w ramach planu Marshalla. Niebieskie słupki wskazują względny rozmiar pomocy udzielonej danemu państwu.

Pomoc udzielona w ramach planu Marshalla została podzielona pomiędzy uczestniczące państwa w przybliżeniu per capita. Większa pomoc została udzielona państwom najbardziej uprzemysłowionym, ponieważ przeważało przekonanie, że ich odbudowa była niezbędna do ogólnego odrodzenia Europy. Większa pomoc per capita została skierowana również w stronę aliantów, a mniejsza dla państw Osi lub neutralnych. Poniższa tabela przedstawia wartości podane w The Marshall Plan: Fifty Years After. Nie ma konsensusu co do dokładnych wielkości, ponieważ naukowcy różnią się w ocenie, które elementy amerykańskiej pomocy w tym okresie były częścią planu Marshalla.
| Państwo                                                   | 1948/49 [milionów USD] | 1949/50 [milionów USD] | 1950/51 [milionów USD] | Razem [milionów USD] |
| --------------------------------------------------------- | ---------------------- | ---------------------- | ---------------------- | -------------------- |
| Austria                                                   | 232                    | 166                    | 70                     | 468                  |
| Belgia i Luksemburg                                       | 195                    | 222                    | 360                    | 777                  |
| Dania                                                     | 103                    | 87                     | 195                    | 385                  |
| Francja                                                   | 1085                   | 691                    | 520                    | 2296                 |
| Niemcy Republika Federalna Niemiec (RFN) (od 1990 Niemcy) | 510                    | 438                    | 500                    | 1448                 |
| Grecja                                                    | 175                    | 156                    | 45                     | 376                  |
| Islandia                                                  | 6                      | 22                     | 15                     | 43                   |
| Irlandia                                                  | 88                     | 45                     | 0                      | 133                  |
| Włochy i Triest                                           | 594                    | 405                    | 205                    | 1204                 |
| Holandia                                                  | 471                    | 302                    | 355                    | 1128                 |
| Norwegia                                                  | 82                     | 90                     | 200                    | 372                  |
| Portugalia                                                | 0                      | 0                      | 70                     | 70                   |
| Szwecja                                                   | 39                     | 48                     | 260                    | 347                  |
| Szwajcaria                                                | 0                      | 0                      | 250                    | 250                  |
| Turcja                                                    | 28                     | 59                     | 50                     | 137                  |
| Wielka Brytania                                           | 1316                   | 921                    | 1060                   | 3297                 |
| Razem                                                     | 4924                   | 3652                   | 4155                   | 12 731               |

## Wpływ planu na wzrost gospodarczy
Bezpośredni wpływ planu na tempo wzrostu gospodarczego gospodarek Europy Zachodniej, m.in. poprzez odbudowę zasobów kapitałowych czy projekty inwestycyjne oceniany jest jako niewielki, natomiast podkreślane są efekty pośrednie poprzez wzrost wydajności pracy czy odbudowanie zaufania inwestorów dzięki ustabilizowaniu finansów publicznych i politycznemu zwrotowi ku gospodarce rynkowej.
Na koniec 1951 produkcja przemysłowa we wszystkich krajach korzystających z pomocy w ramach planu Marshalla przewyższała wprawdzie poziom przedwojenny z 1938, ale nie można tego jednoznacznie wiązać z efektami samego programu pomocowego, ponieważ już w 1948 osiągnęła ona 96% poziomu z 1938, a inwestycje (z wyjątkiem Niemiec) przewyższyły poziom przedwojenny nawet rok wcześniej.

## Obszary nieobjęte planem Marshalla
Duża część świata zniszczona II wojną światową nie uzyskała pomocy z planu Marshalla. Jedynym znacznym państwem zachodnioeuropejskim wyłączonym z programu była Hiszpania Francisco Franco, która nie brała udziału w II wojnie światowej. Po wojnie obrała drogę samowystarczalności, kontroli walutowej i limitów, która nie przyniosła większych sukcesów. Wraz z eskalacją zimnej wojny, Stany Zjednoczone zrewidowały swoją pozycję i w 1951 zawarły sojusz z Hiszpanią, zachęcone agresywną polityką antykomunistyczną Franco. Przez kolejną dekadę znacząca pomoc amerykańska została skierowana do Hiszpanii, ale pomoc ta była mniejsza w porównaniu z tym, co otrzymali jej sąsiedzi w ramach planu Marshalla.
Europa Wschodnia nie otrzymała pieniędzy z planu Marshalla, ponieważ rządy kontrolowane przez Moskwę odrzuciły propozycję przystąpienia do programu, otrzymując w zamian niewielką pomoc od Sowietów. Jako odpowiedź na plan Marshalla Sowieci utworzyli Radę Wzajemnej Pomocy Gospodarczej (RWPG). Członkowie RWPG oczekiwali od Związku Radzieckiego ropy naftowej; w zamian dostarczali maszyny, wyposażenie, produkty rolnicze, przemysłowe i dobra konsumenckie. Odbudowa gospodarcza na wschodzie Europy odbywała się znacznie wolniej niż na zachodzie, a gospodarki nie doznały pełnej odbudowy w okresie socjalistycznym, czego wynikiem była gospodarka niedoboru i przepaść pomiędzy zamożnością Zachodu i Wschodu. Finlandia, która nie przystąpiła do planu Marshalla i musiała wypełnić duże reparacje w stosunku do Związku Radzieckiego, odbudowała swoją gospodarkę do poziomu sprzed wojny w 1947 r. Do połowy 1948 produkcja przemysłowa w Polsce, Węgrzech, Bułgarii i Czechosłowacji nieco przewyższyła poziom przedwojenny. We Francji, która otrzymała miliardy dolarów z planu Marshalla, poziom przychodu per capita powrócił do poziomu przedwojennego w 1949 r.
Również Japonia została znacząco zniszczona przez wojnę, jednakże Amerykanie i Kongres byli znacznie mniej współczujący w jej przypadku, niż w przypadku Europy. Japonii nie brano pod uwagę jako mającej strategiczne lub gospodarcze znaczenie dla Stanów Zjednoczonych. Dlatego nie powstał żaden wielki plan odbudowy dla niej, a odbudowa japońskiej gospodarki przed 1950 była powolna. Jednakże do 1952 tempo wzrostu zwiększyło się na tyle, że w okresie od 1952 do 1971 PKB Japonii rosło ze średniorocznym współczynnikiem 9,6%. Wojna koreańska mogła odegrać pewną rolę we wczesnym wzroście gospodarczym Japonii. Rozpoczęła się w 1950, a Japonia była w centrum działań wojennych ONZ, jak również najbardziej znaczącym dostawcą materiałów. Jednym z dobrze znanych przykładów jest firma Toyota. W czerwcu 1950 wyprodukowała ona 300 ciężarówek i była na granicy bankructwa. W pierwszych latach wojny wojsko zamówiło 5000 pojazdów, a firma doznała odrodzenia. W okresie 4 lat wojny Japonia doznała znacząco większego zastrzyku gotówki aniżeli jakikolwiek kraj z planu Marshalla.
Kanada, podobnie jak Stany Zjednoczone, doznała niewielkich zniszczeń wojennych i w 1945 była jedną z największych gospodarek świata. Gospodarka kanadyjska w większym stopniu niż amerykańska opierała się na handlu z Europą, przez co przeżywała kłopoty po wojnie. W kwietniu 1948 Kongres Stanów Zjednoczonych przyjął postanowienie, że środki pomocowe mogą być wykorzystane do zakupu dóbr kanadyjskich. Postanowienie to ochroniło kanadyjską gospodarkę, otrzymała ona ponad miliard dolarów w pierwszych dwóch latach realizacji planu. Było to dużym kontrastem w stosunku do sytuacji Argentyny (której gospodarka w dużym stopniu opierała się na eksporcie produktów rolniczych do Europy), ponieważ kraj ten został celowo wyłączony z udziału w planie Marshalla ze względu na różnice polityczne pomiędzy Stanami Zjednoczonymi a prezydentem Juanem Perónem. Uszkodziło to argentyński sektor rolniczy i przyczyniło się w krótkim czasie do kryzysu gospodarczego w tym kraju.

## Krytyka
Początkowa krytyka planu Marshalla pochodziła ze strony liberalnych ekonomistów. Wilhelm Röpke, który wywarł wpływ na ministra gospodarki Niemiec Zachodnich Ludwiga Erharda i jego program niemieckiego cudu gospodarczego, uważał, że do odbudowy należało dążyć poprzez likwidację centralnego planowania i przywrócenie gospodarki rynkowej w Europie, szczególnie w krajach, które przyjęły politykę gospodarczą nacechowaną przez faszyzm i korporacjonizm. Röpke krytykował plan Marshalla za wstrzymywanie przemian w kierunku wolnego rynku poprzez dotowanie obecnego, upadającego systemu. Erhard wprowadził teorię Röpkego w życie i później zwracał uwagę na jego udział w sukcesie Zachodnich Niemiec. Henry Hazlitt krytykował plan Marshalla w swojej książce z 1947 roku pt. Will Dollars Save the World?, argumentując, że odbudowa gospodarcza przychodzi poprzez oszczędzanie, akumulację kapitału i prywatną przedsiębiorczość, a nie przez duże dotacje gotówkowe. Również Ludwig von Mises krytykowal plan Marshalla w 1951, stwierdzając, że amerykańskie dotacje pozwalają europejskim rządom częściowo ukrywać katastrofalne skutki ich socjalistycznych posunięć.
Krytyka planu Marshalla była popularna wśród historyków szkoły rewizjonistycznej, takich jak Walter LaFeber, w latach 60. i 70. XX wieku. Twierdzili, że plan był gospodarczym imperializmem Stanów Zjednoczonych i próbą zyskania kontroli nad Europą Zachodnią w taki sam sposób jak Sowieci kontrolowali Europę Wschodnią. W publikacji przeglądowej gospodarki Zachodnich Niemiec w latach 1945–1951 niemiecki historyk gospodarczy Werner Abelshauser podsumował, że zagraniczna pomoc nie była najbardziej istotna w rozpoczęciu odbudowy lub w jej utrzymaniu. Odbudowa gospodarcza Francji, Włoch i Belgii poprzedziła napływ środków pomocowych ze Stanów Zjednoczonych. Belgia, która najwcześniej i najmocniej oparła się na polityce gospodarki wolnorynkowej po wyzwoleniu w 1944 r., doświadczyła najszybszej odbudowy i uniknęła dotkliwych deficytów mieszkaniowych i żywieniowych, z którymi spotkano się w pozostałej części kontynentalnej Europy.
Alan Greenspan, były Przewodniczący Rady Gubernatorów Systemu Rezerwy Federalnej, największą zasługę w gospodarczej odbudowie Europy przyznaje Ludwigowi Erhardowi. W swoich pamiętnikach The Age of Turbulence: Adventures in a New World napisał, że polityka gospodarcza Erharda była najważniejszym aspektem powojennej odbudowy Europy Zachodniej, znacząco przewyższając wkład planu Marshalla. Stwierdził, że zmniejszenie regulacji gospodarczych pozwoliło na cudowną odbudowę Niemiec, jak również przyczyniło się do odbudowy wielu innych krajów europejskich. Odbudowa Japonii jest podawana jako kontrprzykład, ponieważ doświadczyła szybkiego wzrostu bez jakichkolwiek dotacji. Jej odbudowa przypisywana jest tradycyjnym bodźcom gospodarczym, takim jak zwiększenie inwestycji napędzane dużym współczynnikiem oszczędności i niskimi podatkami. Japonia spotkała się z dużą dozą amerykańskich inwestycji w okresie wojny koreańskiej.
Krytyka planu Marshalla opiera się również na pokazaniu, że rozpoczął on falę katastrofalnych programów pomocowych. Od lat 90. XX wieku nauki ekonomiczne stały się mniej przyjazne idei pomocy zagranicznej, np. Alberto Alesina i Beatrice Weder, podsumowując literaturę ekonomiczną dotyczącą pomocy zagranicznej i korupcji, stwierdzają, że środki pomocowe są wykorzystywane rozrzutnie i do własnych celów przez oficjeli rządowych, co skutkuje zwiększeniem korupcji władzy. Taka polityka promująca skorumpowane rządy jest później przypisywana początkowemu wpływowi wywartemu przez plan Marshalla.
Noam Chomsky napisał, że kwota dolarów amerykańskich przekazana Francji i Holandii równała się środkom użytym przez te państwa do sfinansowania ich sił wojskowych w południowo-wschodniej Azji. Plan Marshalla zapoczątkował również dużą liczbę prywatnych amerykańskich inwestycji w Europie, stanowiąc podstawę współczesnego międzynarodowego korporacjonizmu.
Powodem do krytyki były również doniesienia, że Holandia wykorzystała znaczną część otrzymanej pomocy w Indonezyjskiej Wojnie o Niepodległość, jak również została zmuszona do przyłączenia się do wojny koreańskiej w 1950 r. po groźbach zakończenia projektu, jeśli się nie dostosuje.